# Velupillai Prabhakaran
Velupillai Prabakharan (en tamil: வேலுப்பிள்ளை பிரபாகரன், 26 de noviembre de 1954 — 18 de mayo de 2009) fue el líder y fundador del grupo separatista tamil Tigres de Liberación del Eelam Tamil, que buscaba la creación de un estado Tamil independiente en las zonas este y norte de Sri Lanka.
Nació en la localidad costera de Valvettithurai (Sri Lanka).